# イーストスタッド
イーストスタッドとは、北海道浦河郡浦河町西幌別で種牡馬を繋養している牧場である。運営は農事組合法人イーストスタッドが行っている。
1991年に当時浦河郡にあった種馬場（東部種馬センター、西幌別種馬センター、浦河スタリオンなど）を統合する形で、かつての名門牧場ヤシマ牧場が所在した場所で発足した。

## おもな繋養種牡馬

### 2025年
- アドミラブル（2020年 - ）
- インカンテーション（2019年 - ）
- ヴァンゴッホ（2022年 - ）
- エイシンヒカリ（2021年 - ）
- オーヴァルエース（2021年 - ）
- キングオブコージ（2023年 - ）
- サングラス（2021年 - ）
- サンライズソア（2022年 - ）
- スマートオーディン（2021年 - ）
- ダノンレジェンド（2017年 - ）
- ネクサスハート（2024年 - ）[3]
- ハッピースプリント（2021年 - ）
- バンブーエール（2012年 - ）
- ヒガシウィルウィン（2023年 - ）
- ブレークアップ（2025年 - ）
- ヘンリーバローズ（2020年 - 2021年・2024年 - 、アロースタッドと2年おきにシャトル運用）
- マジェスティックウォリアー（2016年 - ）
- マスターフェンサー（2023年 - ）
- モジアナフレイバー（2024年 - ）
- ルックスザットキル（2018年 - ）
- レッドルゼル（2024年 - ）

### 過去の繋養種牡馬
（50音順）
- アッミラーレ（2004年 - 2011年）
- アブクマポーロ
- アーミジャー
- アンライバルド（2019年 - 2020年　ブリーダーズ・スタリオン・ステーションへ移動）
- インイクストリーミス[1]
- インナティフ
- ヴァーミリアン[4]
- ウインドストース[1]
- ヴィクトリースピーチ
- ヴリル（2010年 - )
- エーシントップ（2019年 - 2020年　鹿児島へ移動）
- エイシンアポロン
- エブロス [1]
- エルセニョール
- エルハーブ
- オウケンブルースリ（2013年 - 2022年）
- オウケンマジック（2012年 - ）
- オジジアン
- オレハマッテルゼ[2]（2008年 - 2013年）
- ガダボート
- キタノコマンドール（2021年 - ）
- キングオブキングス（2003年）1年のリース供用
- グァンチャーレ
- グランシュヴァリエ
- グランデグロリア（2008年 - 2009年）
- クリストワイニング
- グレートデイン
- クレスコグランド（2015年 - 2021年）
- ゴールドヘイロー(2016年 - )
- サブノジュニア（2022年 - 2024年、日本軽種馬協会七戸種馬場へ移動）
- サンデーウェル
- シゲルカガ
- ジャイアントレッカー（2009年 - 2014年）
- ジョウテンブレーヴ（2005年 - 2009年、丸幸小林牧場へ移動）
- ジョージモナーク
- ジョリーズヘイロー
- スリリングサンデー （2009年 - 2011年）
- スカイアンドリュウ（2004年 - 2008年）
- スズパレード（2008年死亡）
- スズマッハ（1987年 - 1998年引退、2010年死亡）
- スタチューオブリバティ（2008年 - 2012年）
- スターマン
- ストーミングホーム[5]
- ストームファング（2008年 - 2009年）
- スピニングワールド
- スピルバーグ（2021年）
- タイキシャトル（2001年 - 2002年、2005年 - 2006年、2009年 - 2010年、2013年 - 2014年、2017年 - 2018年、アロースタッドへ2年おきに移動し2017年種牡馬引退、ヴェルサイユファームへ移動）
- タイキファイヤー（2004年 - ）
- タイキフォーチュン
- ダンカーク（ヴェルサイユファームへ移動）
- ダンシングサーパス
- ダンシングパートナ
- チェリークラウン
- ディープスカイ（2015年 - 2021年）[6]
- マリエンバード（2003年 - 2008年、アイルランドへ輸出）
- デインヒル（1996年）1年のリース供用
- トゥザグローリー(2014年 - 2021年、田中春美牧場へ移動[7])
- トワイニング
- ネイティヴハート（2009年 - ）
- ネヴァーフォゲット（2007年 - 2008年）
- ハウスバスター
- ヒストリカル
- ビゼンニシキ[1]（ - 1996年）
- ヒラボクディープ
- ブラックタイアフェアー
- ブラックタキシード
- ブレイヴェストローマン[1]
- ホークアタック
- ホッコータルマエ（2019年 - 2020年・2023年 - 2024年、優駿スタリオンと2年おきにシャトル運用）
- マイニング
- マコトスパルビエロ
- ミホシンザン[1]
- メイショウオウドウ（2002年 - ）
- メイショウドトウ（2002年 - 2018年、ヴェルサイユファームへ移動）
- メイショウサムソン(2014年 - 2021年、ひだか・ホース・フレンズへ移動)
- メイショウボーラー（2008年 - 2022年）
- ラシアンルーブル[1]
- ラストタイクーン
- リードワンダー[1]
- リッチーリッチー
- ルースリンド
- ロイヤルスズカ
- ロードアルティマ（2013年 - 2021年）
- ロジャーバローズ（2022年 - 2023年、アロースタッドと2年おきにシャトル運用）